# 三國站 (福井縣)
三國站（日语：／ Mikuni eki */?）是位於福井縣坂井市三國町北本町二丁目，越前鐵道的三國蘆原線車站。車站編號為E43。

## 歷史
- 1911年12月15日：鐵道院三國線三國站啟用[1]。當時為一般車站。
- 1913年1月1日：三國站開設了三國港貨物裝卸場所，當時該場所位於三國線向海岸延伸的地方上[2]。
- 1914年7月1日：三國站的三國港貨物裝卸場所分離成為獨立車站，名為三國港站（貨運車站，臨時旅客車站）[2]。
- 1927年12月15日：三國至三國港之間開始全年旅客業務，成為一般車站。
- 1929年（昭和4年）

- 1月31日 - 三國蘆原電鐵三國町站啟用。車站位於三國站東邊。
- 2月10日 - 三國町站改名為電車三國站。

- 1932年5月28日：三國蘆原電鐵海岸線電車三國至東尋坊口（日语：東尋坊口駅）之間開通。
- 1942年9月1日：三國蘆原電鐵與京福電氣鐵道合併，成為路線京福電氣鐵道的三國蘆原線。
- 1944年：

- 1月11日：京福電氣鐵道三國蘆原線電車三國至東尋坊口之間暫停服務。
- 10月11日：國鐵三國線暫停服務。同時京福電氣鐵道租借三國線三國至三國港之間的營業權。京福電氣鐵道開始營運三國至三國港之間區間（直流電600V電氣化）。電車三國站與三國站合併。電車三國站向三國神社一方的三國蘆原線之軌道使經三國線軌道，三國蘆原線列車開始駛入三國線。

- 1946年8月15日：國鐵三國線金津至蘆原之間重開[6]。三國線列車開始駛入京福蘆原至三國港之間（部分列車單向駛入）。
- 1968年3月21日：原三國蘆原線電車三國至東尋坊口之間廢線。
- 1970年4月1日：列車交會設備和貨物起卸業務終止[1]。
- 1972年3月1日：國鐵三國線廢止[2][6]。所屬的三國站也廢站。
- 1982年7月1日：福三國大廈（車站大廈）落成，同時車站大樓遷移至大廈內。該大廈現時位於車站東邊。
- 2001年6月25日：由於越前本線事故（日语：京福電気鉄道越前本線列車衝突事故），京福電氣鐵道被勒令停運所有路線，本站亦被暫停服務[6][7]。
- 2003年：

- 2月1日：車站設施轉讓至越前鐵道。
- 8月10日：路線重開。

- 2015年（平成27年） - 作為三國站周邊市區重建計劃的一環，車站大樓重建，決定新建車站大樓。
- 2017年（平成29年）1月6日 - 由於進行京福三國大廈折毀與重建車站大樓工程[9]，車站使用了臨時車站大樓。
- 2017年（平成29年）7月 - 新車站大樓開始建設工程[10]。
- 2018年（平成30年）3月27日 - 由首班車開始使用新車站大樓[10][11]。
- 2024年10月11日：越前鐵道及福井鐵道均可使用ICOCA及全國通用IC卡付款[12][13]。

## 車站構造
車站是一座地面車站，設有1面1線單式月台。新車站大樓在2018年3月27日開始使用，大樓是一座木製與鋼架製的建築物大樓，總面積約484平方米。大樓內設有車站事務室、候車室、觀光詢問處、觀光地域情報發布室。另外站內設有商店。

## 利用狀況
在「令和4年坂井市統計年報」中，以下為1日平均乘車人次：
| 乘車人次變化 | 乘車人次變化 |
| 年度         | 1日平均人次  |
| ------------ | ------------ |
| 2007年       | 441          |
| 2008年       | 456          |
| 2009年       | 458          |
| 2010年       | 471          |
| 2011年       | 459          |
| 2012年       | 438          |
| 2013年       | 419          |
| 2014年       | 398          |
| 2015年       | 415          |
| 2016年       | 370          |
| 2017年       | 366          |
| 2018年       | 357          |
| 2019年       | 362          |
| 2020年       | 261          |
| 2021年       | 294          |

## 車站周邊
車站後方是一個斜坡，站前設有行人天橋連接車站後方。車站大廈後方設有停輪場，距離車站大樓較遠方設有町營收費停車場（可容納120架）。車站附近為舊區，設有許多神社寺廟。
- 瀧谷寺（日语：瀧谷寺）
- 三國龍翔館
- 三國文化未來館（日语：みくに文化未来館）
- 坂井市立三國北小學（日语：坂井市立三国北小学校）
- 福井縣立三國高等學校（日语：福井県立三国高等学校）
- 三國郵局（日语：三国郵便局）

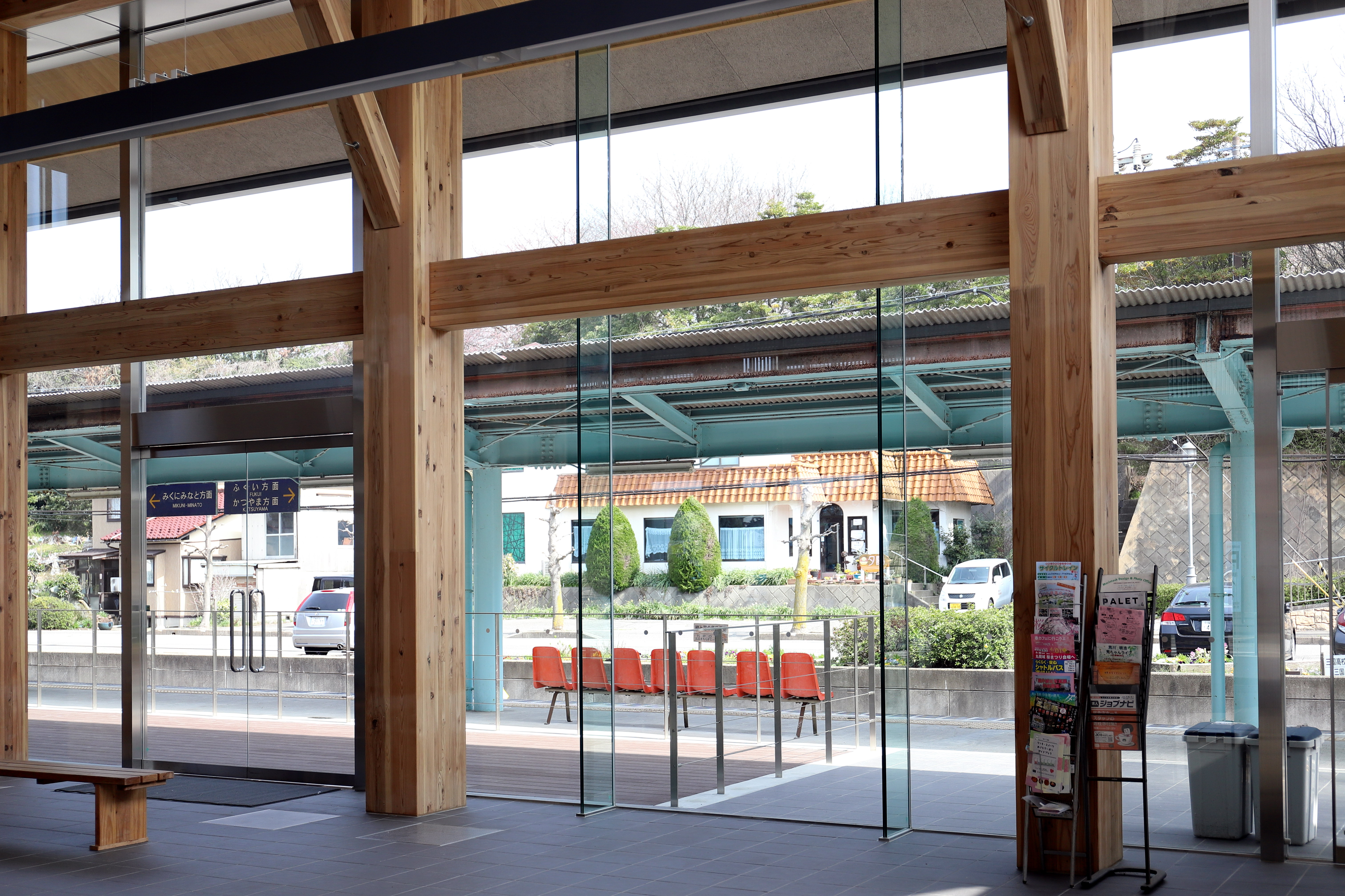
候車室望向月台 (2018年4月1日)
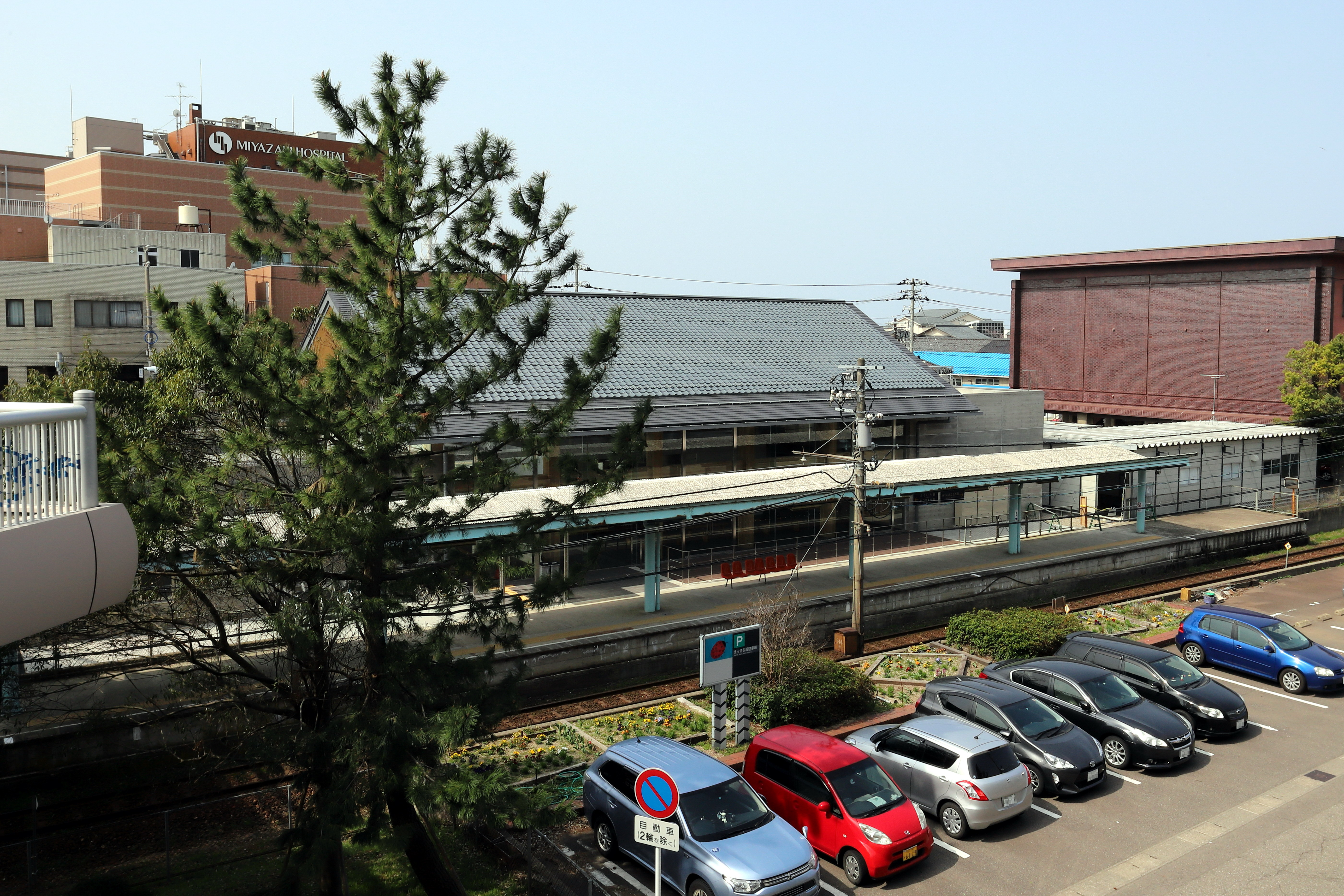
跨線橋望向車站大樓 (2018年4月1日)
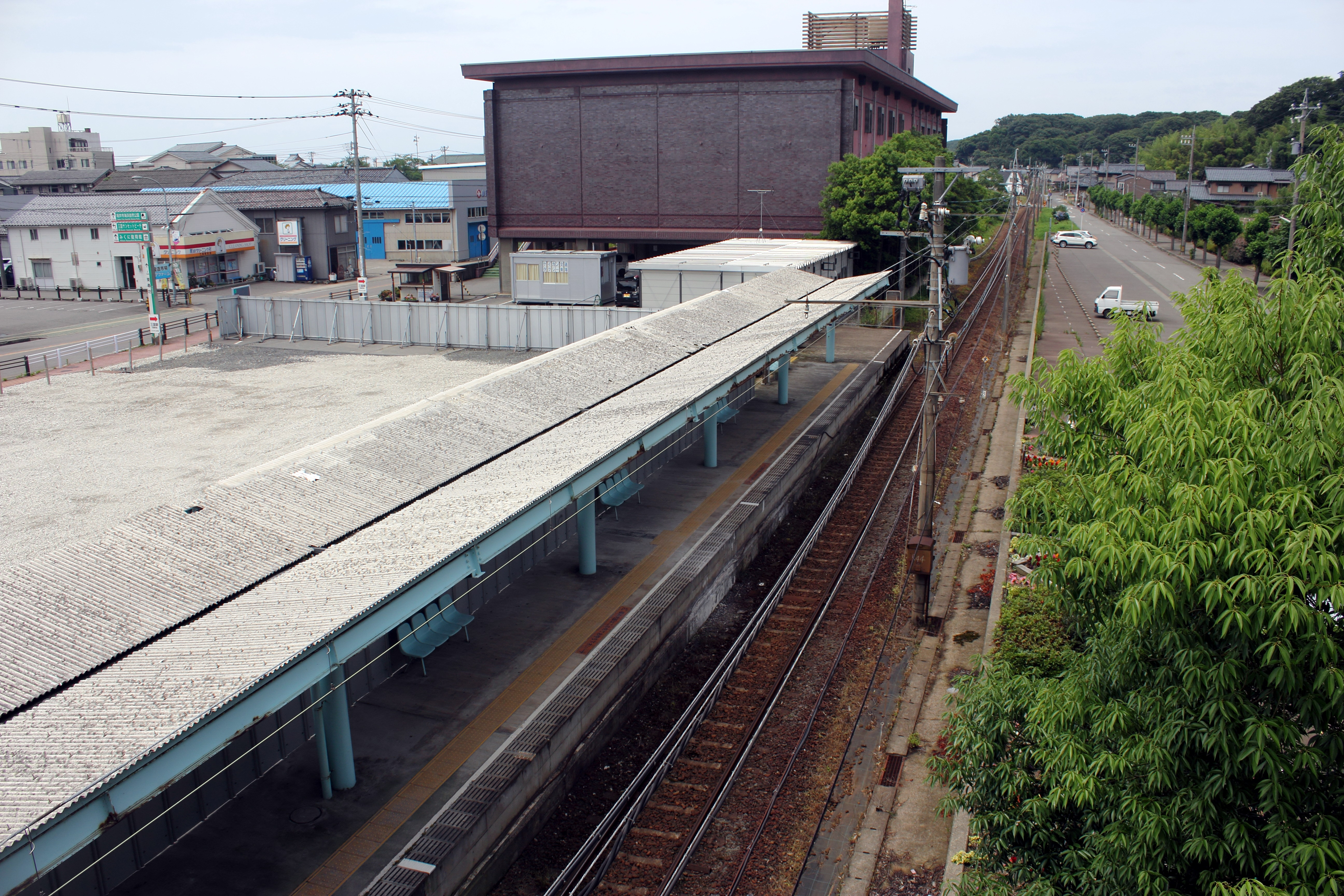
車站大樓拆毀後，於空地上建設臨時車站大樓 (2017年7月2日)
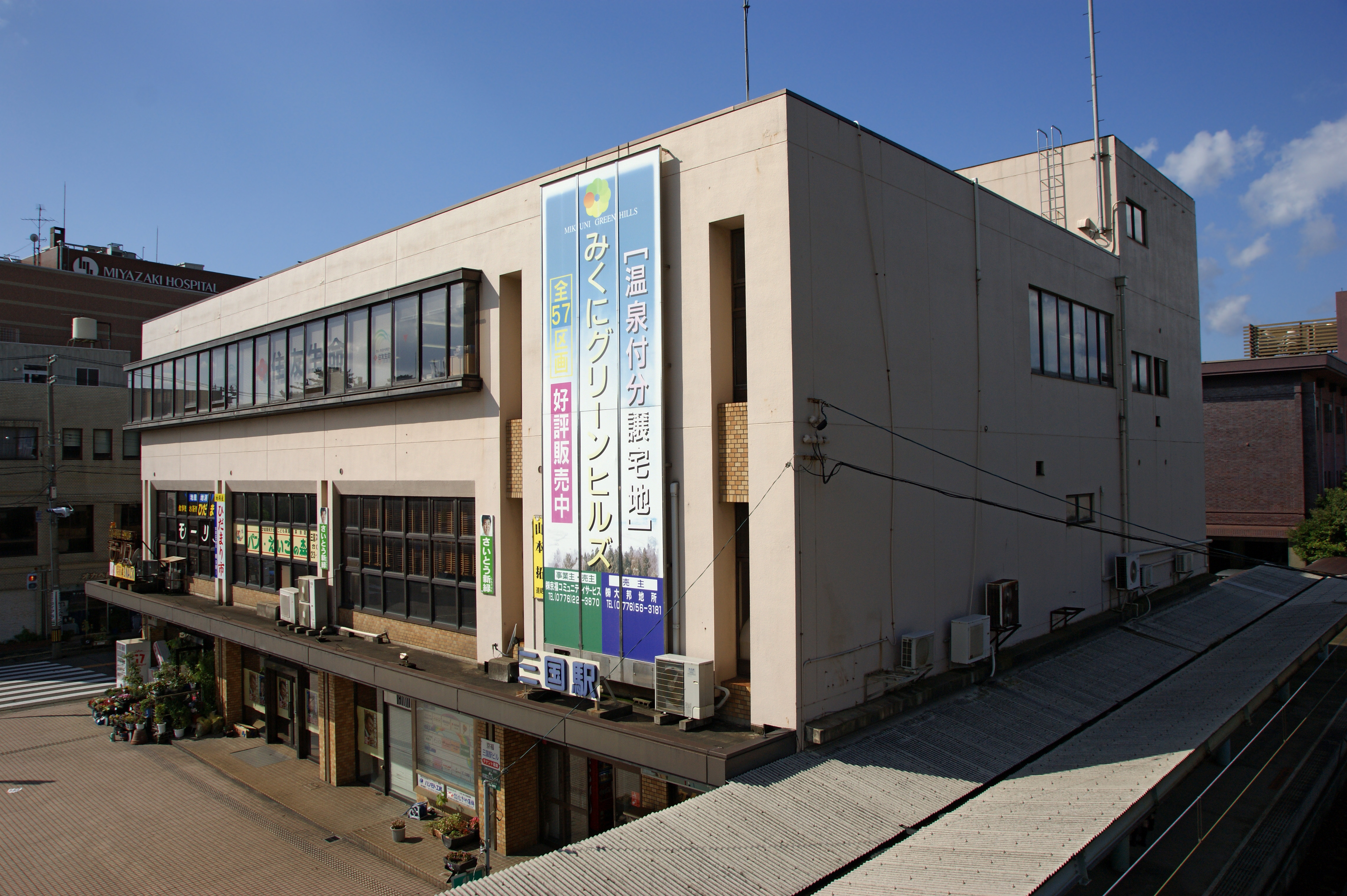
在2017年1月前使用的車站大樓
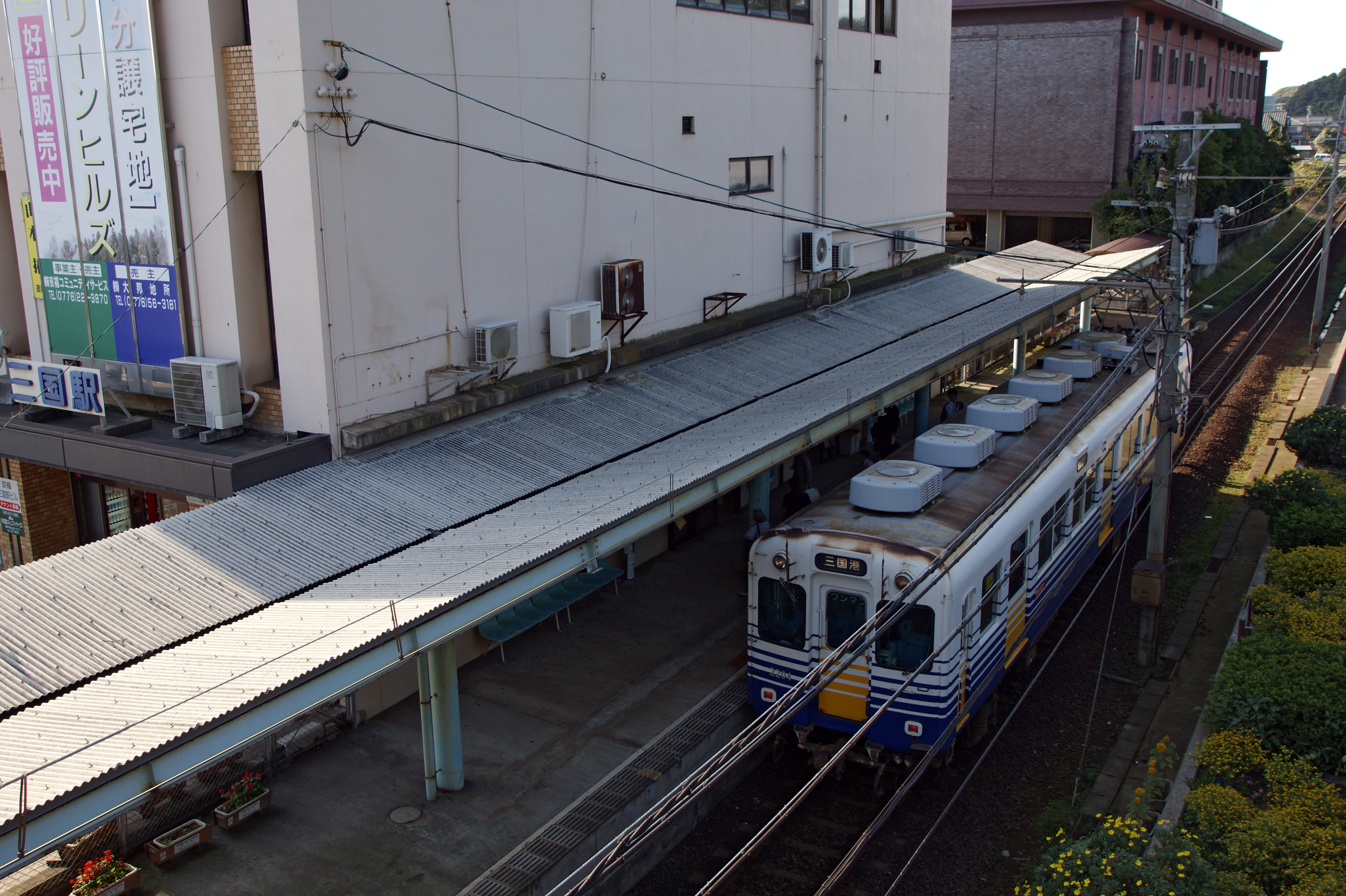
月台全景
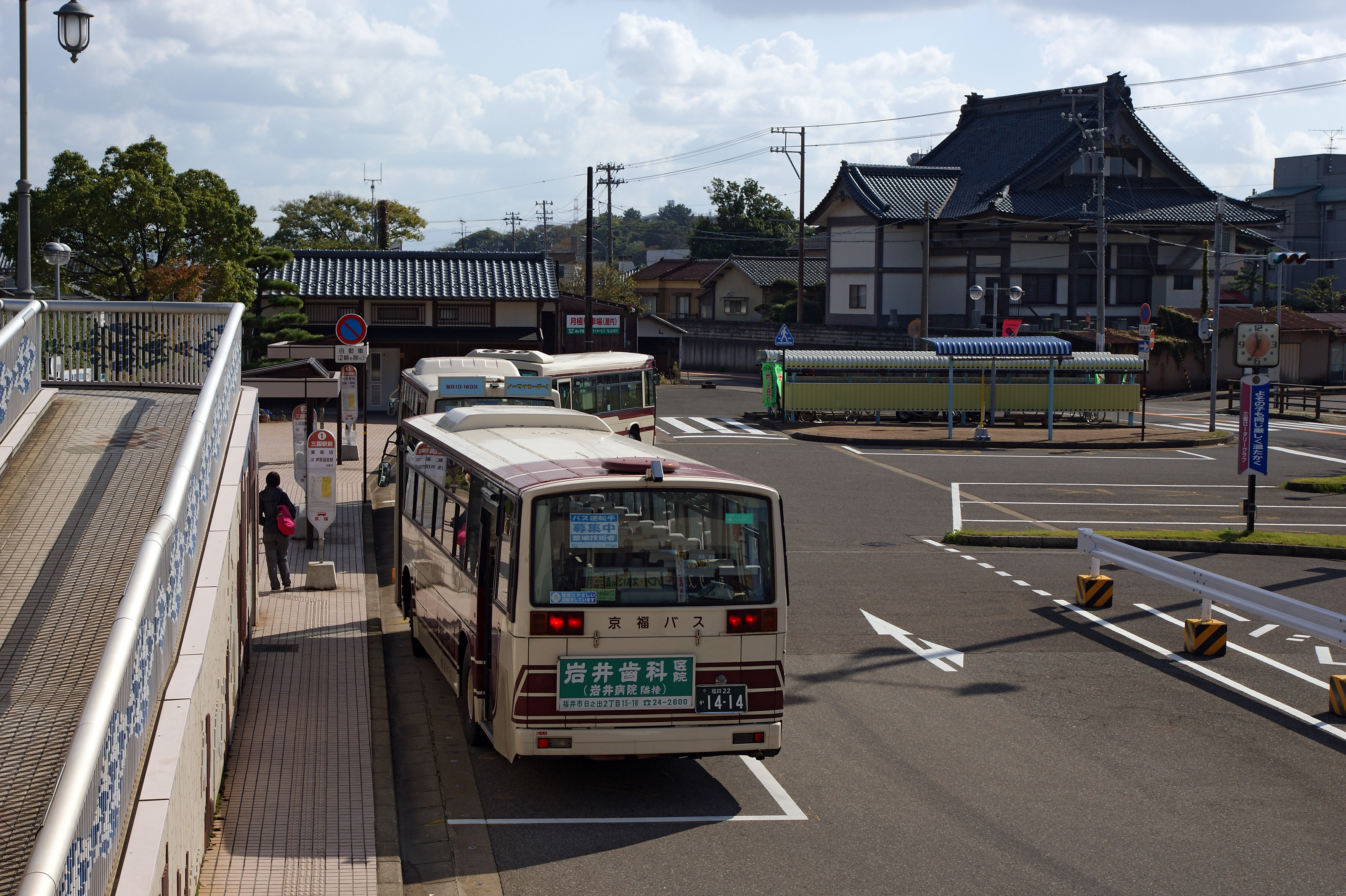
巴士迴旋路

## 巴士路線
在迴旋路內設有巴士站。靠近車站大樓的巴士站編號為1號至3號。
京福巴士 三國站巴士站
| 巴士站編號        | 路線 | 方向 |
| 1                 | | |
| ----------------- | --- | --- |
| 1                 | 84 東尋坊線                                                                                               | 經三國港站前、東尋坊、越前松島水族館、蘆原湯之町站 前往蘆原溫泉站 （蘆原市） 部分班次直通至87永平寺、東尋坊線 永平寺（永平寺町） |
| 1                 | 91 金津、本莊線                                                                                           | 經本莊站前、金津高校 前往蘆原溫泉站（蘆原市）                                                                                    |
| 2                 | | |
| 85 東尋坊線       | 前往三國觀光酒店前                                                                                        | |
| 95 三國運動公園線 | 前往三國綜合分所 ※星期六、日及假日暫停服務 部分班次行走米脇循環/Iza前循環/經Iza前，以三國綜合分所為終點站 | |
| 97 陣岡線         | 前往松島水族館 上午班次先經崎，下午班次先經濱地，並以雄島小學為終點站                                     | |
| 3                 | | |
| 16 川西、三國線   | 通過福井綜合醫院 前往福井站（福井市） ※星期日、假日暫停服務                                               | |
| 80 鶉三國線       | 前往福井綜合醫院（福井市） ※星期日、假日班次需要預約                                                      | |
| 96 高柳線         | 前往木部東（坂井市坂井町） ※星期日、假日班次                                                              | |
| 98 海岸線         | 前往和布（福井市）平日下午1時的班次以米納津上為終點站                                                     | |
| 到達班次          | 81 池見線                                                                                                 | （從池見出發）※星期六、日及假日暫停服務                                                                                          |

坂井市社區巴士「Gurutto坂井」三國站前巴士站
※所有班次在星期六、日、假日、年尾年初暫停服務

## 相鄰車站
越前鐵道
■三國蘆原線
□快速（只有上行班次）
蘆原湯之町（E40）←三國港（E43）←三國港（E44）
■普通
三國神社（E42）－三國（E43）－三國港（E44）

### 曾經存在的路線
京福電氣鐵道
三國蘆原線（舊線）
三國－宿
日本國有鐵道
三國線
蘆原－三國－三國港
- 三國站至三國港站之間事實上成為了現時三國蘆原線的一部分。

## 注腳
1. 1 2 3  寺田 2010，第266頁.
2. 1 2 3  . JTB. 1998-10-01: 150 （日语）.
3. 1 2  川島 2010，第86頁.
4. ↑  JTB 1998，第151頁.
5. 1 2  安田・松本 2017，第10頁.
6. 1 2 3 4 5 6  朝日 2011，第9頁.
7. ↑  京福 2003，第34頁.
8. ↑  京福 2003，第143頁.
9. ↑   (PDF). 坂井市.   [2017-06-28]. （原始内容 (pdf)存档于2021-09-22） （日语）.
10. 1 2 3  . 朝日新聞數碼. 2018-03-27  [2021-06-15]. （原始内容存档于2018-06-19） （日语）.
11. 1 2  . 中日新聞. 2018-03-27  [2021-06-15]. （原始内容存档于2018-04-18） （日语）.
12. ↑  えちぜん鉄道と福井鉄道 交通系ＩＣカード導入１０月１１日〜 （页面存档备份，存于），NHK News，2024年9月22日。
13. ↑  えちぜん鉄道と福井鉄道が交通系ICカード導入　10月11日からICOCA、Suicaなどでキャッシュレス決済対応 （页面存档备份，存于），福井新聞，202年9月7日。
14. ↑  「15.交通・通信」，令和4年坂井市統計年報，第106頁 （页面存档备份，存于）。
15. ↑  國土數値情報　駅別乗降客數データ （页面存档备份，存于） - 統計情報リサーチ，2024年2月11日閱覽。
16. 1 2   (PDF). 坂井市情報企画課. 2019-06-04  [2021-06-15]. （原始内容 (PDF)存档于2020-11-08） （日语）.

## 外部連結
- 三國站 （页面存档备份，存于）（日語） - 越前鐵道